# Націонал-лібералізм
Націонал-лібералізм — різновид лібералізму, що дотримується націоналістичних позицій з питань міграції, громадянства, міжнародних відносин і торгівлі. Основні постулати націонал-лібералізму сформувалися ще в XIX століття, коли у європейському політичному житті консервативні ліберали витісняли монархістів. Націонал-лібералізм може розглядатися як різновид націонал-демократії, в якому, як правило, правий лібералізм поєднується з антиконсервативним націоналізмом поміркованого зразка. Історично національний лібералізм також використовується у тому самому значенні, що й консервативний лібералізм (правий лібералізм).
Великий розвиток отримав у Європі наприкінці XX століття під час євроскептицизму і антимігрантські настроїв.
Низка "національно-ліберальних" політичних партій, за ідеологією або просто за назвою, були особливо активними в Європі в 19 столітті в кількох національних контекстах, таких як Центральна Європа, Скандинавські країни та Південно-Східна Європа.

## Визначення
Націонал-лібералізм був передусім ідеологією та рухом ХІХ століття. Метою націонал-лібералізму було прагнення до індивідуальної та економічної свободи, а також до національного суверенітету. Йожеф Анталл, історик і християнський демократ, який обіймав посаду першого посткомуністичного прем'єр-міністра Угорщини, описав націонал-лібералізм як "невід'ємну частину виникнення національної держави" у Європі XIX ст.
За словами Оскара Мулея, "З погляду ідеології та традицій політичних партій можна стверджувати, що в центральноєвропейських землях протягом XIX століття розвивався особливий тип лібералізму, властивий цьому регіону", а посилаючись на Мацея Яновського, слово "національний" виступало як більш-менш синонім слова "ліберальний". ("Одного "національного" було достатньо, щоб викликати підозри в ліберальних асоціаціях"). Також, згідно з Мулеєм, у Південно-Східній Європі "національні ліберали" також грали помітну, якщо не центральну роль, але з досить різними, специфічними для регіону характеристиками, які значною мірою відрізняли їх від їх центральноєвропейських колег.
У книзі "Up From Conservatism" (укр. "Відхід від консерватизму") Майкл Лінд дає визначення національного лібералізму, яке, на думку The Progressive, відповідає використанню істориком Артуром М. Шлезингером-молодшим висловлювання "Життєво важливий центр". Сам Лінд визначає національний лібералізм як поєднання "поміркованого соціального консерватизму з поміркованим економічним лібералізмом".
Гордон Сміт, провідний дослідник порівняльної європейської політики, розуміє національний лібералізм як політичну концепцію, яка втратила популярність, коли успіх націоналістичних рухів у створенні національних держав зробив непотрібним уточнення, що ліберальний ідеал, партія чи політик є "національним".

## Історія
Коріння національного лібералізму слід шукати у ХІХ столітті, коли консервативний лібералізм та/або класичний лібералізм був ідеологією політичних класів більшості європейських країн і, зокрема, країн Центральної Європи, які на той час керувалися спадковими монархіями.
На самому початку, націонал-ліберали, хоч і виступали за бізнес, не обов'язково були прихильниками вільної торгівлі та економічного лібералізму, як такого і іноді виступали за співпрацю між урядом та національною промисловістю, невеликий рівень протекціонізму, створення пільгових митних спілок, субсидії для дитячої промисловості чи компаній , що вважаються стратегічно важливими для країни, та різні форми промислового планування.[джерело?]
Національний лібералізм був популярний у низці країн, включаючи Німеччину, Австрію, Данію, Швецію, Фінляндію та Румунію протягом 19 століття. У Німеччині, Австрії та Румунії націонал-ліберали та/або "націонал-ліберальні" партії тривалий час були при владі. Характеру або гетерогенної природи таких країн, як Австрійська імперія (пізніше офіційно перейменована в Австро-Угорщину) або новостворена Німеччина за канцлера Отто фон Бісмарка.[джерело?]